# Hater (Korn)
Hater è un singolo del gruppo musicale statunitense Korn, pubblicato il 19 giugno 2014 come unico estratto dalla riedizione dell'undicesimo album in studio The Paradigm Shift.

## Descrizione
Si tratta di uno dei brani inediti inseriti nella World Tour Edition dell'album ed è stato descritto dal frontman Jonathan Davis attraverso la seguente dichiarazione:
Hater è stato reso disponibile per l'ascolto a partire dal 20 giugno 2014, attraverso il canale YouTube del gruppo, per poi essere stato pubblicato per il download digitale a partire dal 1º luglio dello stesso anno.

## Video musicale
Il videoclip, diretto e prodotto da David Yarovesky, è stato pubblicato il 21 agosto 2014 ed è composto in gran parte da filmati inviati dai fan del gruppo nel quale raccontano le loro storie riguardanti gli attacchi di bullismo subiti.

## Tracce
Testi e musiche di Korn, Don Gilmore e Killbot.
1. Hater – 3:55

## Formazione
Gruppo
- Jonathan Davis – voce, tastiera, programmazione
- Brian "Head" Welch – chitarra
- James "Munky" Shaffer – chitarra
- Fieldy Arvizu – basso
- Ray Luzier – batteria

Altri musicisti
- Zaylien – tastiera, programmazione
- Sluggo – tastiera, programmazione

Produzione
- Don Gilmore – produzione, missaggio
- Mark Kiczula – ingegneria del suono
- Jasen Rauch – ingegneria del suono, programmazione
- Brad Blackwood – mastering agli Euphonics Masters

## Classifiche
| Classifica (2014)             | Posizione massima |
| ----------------------------- | ----------------- |
| Stati Uniti (mainstream rock) | 5                 |
| Stati Uniti (rock)            | 45                |
| Stati Uniti (rock airplay)    | 35                |